# Love Yourself in Seoul
Love Yourself in Seoul (hangul: 러브 유어셀프 인 서울; rr: Leobeu Yueoselpeu in Seoul), também conhecido como BTS World Tour: Love Yourself in Seoul, é um filme musical do grupo sul-coreano BTS. O filme acontece durante os shows de 25 e 26 de Agosto da turnê do grupo de 2018 Love Yourself Tour no Seoul Olympic Stadium em Seul, Coreia do Sul. Sua distribuição é feita pela Fathom Events e pela Pathé Live.
Foi lançado em 26 de Janeiro de 2019, por apenas um dia em 90 países ao redor do mundo.

## Segundo plano
O filme foi anunciado pela primeira vez em 13 de Dezembro de 2018, no Twitter, por meio da conta oficial do BTS. Foi revelado que 42 câmeras foram usadas para filmar o filme e que foi co-produzido pela Big Hit Entertainment e pela CJ CGV Screen X. O filme estará disponível nos formatos 2D e ScreenX.
Os ingressos começaram a ser vendidos em 18 de Dezembro. O trailer do filme foi lançado no dia seguinte.

## Set list
O BTS apresentou estas duas set lists para os seus shows em Seul. Incluindo as mesmas músicas, exceto a medley do título.
1. "Idol"
2. "Save Me"
3. "I'm Fine"
4. "Magic Shop"
5. "Trivia 起: Just Dance"
6. "Euphoria"
7. "I Need U"
8. "Run"
9. "Serendipity"
10. "Trivia 承: Love"
11. "DNA"
12. "21st Century Girl” / "Boyz with Fun"
13. "Go Go" / "Attack on Bangtan"
14. "[[Blood Sweat & Tears" / "Fire"
15. "Boy in Luv" / "Silver Spoon"
16. "Danger" / "Dope"
17. "Airplane Pt. 2"
18. "Singularity"
19. "Fake Love"
20. "Trivia 轉: Seesaw"
21. "Epiphany"
22. "The Truth Untold"
23. "Outro: Tear"
24. "Mic Drop"

Encore
1. "So What"
2. "Anpanman"
3. "Answer: Love Myself"